# スクリプトドクター
スクリプトドクター（英語: script doctor）とは、映画、テレビ番組、演劇等の脚本や台本を書き直したり、これらの主題、構成、テンポ、登場人物の性格づけ、台詞など特定の要素の完成度を高める目的で制作会社に雇われる脚本家、劇作家、台本作家である。脚本コンサルタント（script consultant）と呼ばれることもある。
スクリプトドクターの名前は、商業上の事情や芸術上の理由などにより、作品のクレジットタイトルに表示されないことが多い。通常、スクリプトドクターは、既にほぼ制作が決まった脚本等について、計画中または製作準備中の段階で、資金調達者、制作チーム、出演者などから具体的な問題が指摘された時に雇われる。
全米脚本家組合（Writers Guild of America）の脚本家クレジットシステム（screenwriting credit system）においては、脚本執筆者としてクレジットタイトルに表示されるためには、オリジナル作品の場合は脚本全体の50%超、原作からの翻案の場合は脚本全体の33%超に貢献している必要がある。クレジットタイトルに表示されていない脚本家は、アカデミー脚本賞（Academy Award for Best Original Screenplay）や全米脚本家組合賞（Writers Guild of America Award）の受賞資格がない。